# Ogdoconta plumbea
Ogdoconta plumbea là một loài bướm đêm trong họ Noctuidae.